# 河東町岡田
河東町岡田（かわひがしまち おかだ）は、福島県会津若松市の大字である。郵便番号は969-3401。

## 地理
会津若松市北部の河東地区（旧河沼郡河東町域）に属する。南東から南にかけ河東町大田原、西から北にかけ河東町福島、北西で喜多方市塩川町金橋、耶麻郡磐梯町赤枝とそれぞれ隣接する。概ね町村制施行以前の河沼郡岡田村の流れを汲む地域である。河東地区北西部に位置し、一級水系阿賀野川水系日橋川左岸側平野部の一部を主な範囲とする。南西部を南北に福島県道69号北山会津若松線が縦断する。域内全域にわたり水田が広がり、北部の字方便に中心集落が所在する。

### 河川・湖沼
一級水系阿賀野川水系
- 日橋川

### 主な字
字
- 家西乙
- 家西甲
- 家ノ前
- 家前乙
- 石仏乙
- 岡谷地
- 上谷地乙

- 上谷地甲
- 軽戸石乙
- 北台西乙
- 北中道乙
- 熊ノ壇丙
- 五輪乙
- 地蔵乙

- 地蔵甲
- 地蔵丙
- 堰下甲
- 台乙
- 台西
- 長井田丙
- 方便

- 水上乙
- 南台西乙
- 南中道乙
- 村北乙
- 村北甲
- 村西乙乙
- 村西丙

- 村東乙
- 谷地甲
- 湯通堂乙

## 歴史
- 1875年 - 方便村、方便新村、岡谷地新田が統合され岡田村が発足する。
- 1879年1月27日 - 岡田村が福島県内における郡区町村制の施行により河沼郡の村となる。
- 1889年4月1日 - 町村制の施行により岡田村が周辺7村と合併し堂島村が発足する。旧岡田村域は堂島村の大字となる。
- 1957年4月1日 - 堂島村が日橋村と合併して河東村が発足し、河東村の大字となる。
- 1978年4月1日 - 河東村が町制施行し、河東町の大字となる。
- 2005年11月1日 - 河東町が会津若松市に編入され、会津若松市の大字となる。

## 世帯数と人口
2024年1月1日現在の世帯数と人口は以下の通りである。
| 大字       | 世帯数 | 人口  |
| ---------- | ------ | ----- |
| 河東町岡田 | 60世帯 | 163人 |

## 小・中学校の学区
市立小・中学校に通う場合、学区は以下の通りとなる。
| 番地 | 小学校                       | 中学校                       |
| ---- | ---------------------------- | ---------------------------- |
| 全域 | 会津若松市立河東学園前期課程 | 会津若松市立河東学園後期課程 |

## 交通

### 道路
- 福島県道69号北山会津若松線
- 幹線一級市道38号
- 幹線二級市道38号
  - 切立橋

## 施設
- 東北電力 会津変電所
- 岡田多目的集落センター
- 岡田農村公園